# Resolució 1369 del Consell de Seguretat de les Nacions Unides
La Resolució 1369 del Consell de Seguretat de les Nacions Unides fou adoptada per unanimitat el 14 de setembre de 2001. Després de reafirmar les resolucions 1298 (1999), 1308 (2000), 1312 (2000), 1320 (2000) i 1344 (2001) sobre la situació entre Eritrea i Etiòpia, el Consell va ampliar el mandat de la Missió de les Nacions Unides a Etiòpia i a Eritrea (UNMEE) fins al 15 de març de 2002.

## Resolució

### Observacions
El Consell de Seguretat va reafirmar la necessitat que tant Eritrea com Etiòpia respectessin el dret internacional, el dret internacional humanitari, els drets humans i la legislació sobre refugiats i que garantissin la integritat i la seguretat del personal humanitari internacional. Va reafirmar el seu suport a l'Acord de Pau Integral signat entre els governs d'ambdós països i va acollir amb beneplàcit la implementació dels acords mitjançant l'establiment d'una Zona de Seguretat Temporal (TSZ) i la constitució d'una Comissió de Fronteres i Reclamacions.

### Actes
En ampliar el mandat de la UNMEE es va demanar a les parts que cooperessin plenament amb la missió de la UNMEE. El Consell va subratllar que la resolució de la UNMEE estava vinculada a la finalització de la tasca de la Comissió de Fronteres en relació amb la demarcació de la frontera entre Etiòpia i Eritrea i va subratllar que la TSZ havia de ser completament desmilitaritzada. Es va demanar a les parts que implementessin les següents mesures:
(a) permetre llibertat de moviment a la MINUEE, de manera que pugui controlar l'àrea 15 km al nord i al sud de la TSZ;
(b) facilitar l'establiment d'un corredor aeri entre les capitals Addis Abeba i Asmara;
(c) Eritrea hauria de proporcionar informació sobre la policia i milícia dins del TSZ;
(d) Etiòpia hauria de proporcionar informació sobre camp de mines terrestres;
(e) Eritrea hauria de concloure un Acord d'Estatut de les Forces;
(f) alliberar i retornar  presoners de guerra;
(g) complir amb les responsabilitats financeres relatives a la Comissió de Fronteres.
També es va demanar a les parts que consideressin mesures de foment de la confiança, incloent-hi un tracte humà als ciutadans, exercint contenció en declaracions públiques i ajudant en contactes entre organitzacions d'ambdós països. Es va demanar a la comunitat internacional que donés suport al procés de pau a través de contribucions voluntàries, assistència en la reconstrucció i el desenvolupament, la reintegració dels soldats desmobilitzats i el desencoratjament dels fluxos d'armes a la regió.
Finalment, es va instar a Etiòpia i Eritrea a assegurar que els esforços fossin destinats a la reconstrucció i al desenvolupament de les seves respectives economies i no a la compra d'armes. El Consell continuaria supervisant la implementació dels Acords d'Alger i la resolució del Consell de Seguretat actual abans que es renovés el mandat de la MINUEE.